# 重塚利弘
重塚 利弘（しげつか としひろ）は、日本の男性声優。ボズアトール所属。兵庫県出身。血液型はB型。

## 経歴・人物
以前はキャラに所属していた。

## 出演作品

### TV
- おとな釣り倶楽部   (TVK)

### テレビアニメ
- マクロス7（補佐）

### ゲーム
- ナコルル 〜あのひとからのおくりもの〜（オユタダ）
- ザ・キング・オブ・ファイターズシリーズ（ムカイ、オズワルド）
- すべてがFになる（弓永富彦）
- Siesta 〜すすき野原の夢物語〜（花村功）
- トンバ!ザ・ワイルドアドベンチャー
- HUNGRY GHOSTS

### パチスロ
- Sister Quest（魔王ルーザック）

### ナレーション
- 京料理の達人
- 全国高校ラグビー大会
- 名馬の肖像
- ヒロイン誕生!
- 姫路セントラルパーク（ナレーション[1]）
- 京都画報

### CM
- 大阪ガス
- 黄桜
- 小林製薬
- P&G